# 비행금지구역

과거에 비행금지구역으로 선언되었던 국가 목록. (이라크, 보스니아 헤르체고비나, 리비아)

비행금지구역(飛行禁止區域, 영어: no-fly zone, no-flight zone, NFZ) 또는 비행금지지역(air exclusion zone, AEZ)은 항공기의 비행이 허가되지 않은 지역을 말한다. 흔히 군사적인 이유로 지정되며, 공중에서의 비무장지대와 같은 성격을 띤다.

## 같이 보기
- 유엔 안보리